# المرباطي (المضاربة والعارة)

تعديل مصدري - تعديل

المرباطـي هي إحدى قرى عزلة المضاربة بمديرية المضاربة والعارة التابعة لمحافظة لحج، بلغ تعداد سكانها 114 نسمة حسب تعداد اليمن لعام 2004.